# Никончук Борис Хомич
Никончук Борис Хомич (нар. 28 березня 1932, Глушково Курської області) — український скульптор, заслужений художник УРСР — 1985, член Національної спілки художників України.

## Життєпис
Закінчив Київський державний художній інститут 1958 року, учень Макара Вронського.
Автор пам'ятників та робіт:
- партизанам-ковпаківцям у Спадщанському лісі поблизу Путивля — 1966,
- партизанам Сумщини в Сумах — 1967,
- воїнам-афганцям, Артемівськ, 1992,
- Оранта-Україна, 2000